# Brownse beweging (wiskunde)
In de kansrekening is een brownse beweging of Wienerproces (genoemd naar Norbert Wiener) een welbepaald stochastisch proces dat de statistische eigenschappen van het gelijknamige natuurkundige verschijnsel idealiseert (zie Brownse beweging (natuurkunde)). Het is een continu stochastisch proces met onafhankelijke, normaal verdeelde aangroeiingen.

## Definitie
De brownse beweging {\displaystyle W_{t}} is een stochastisch proces in continue tijd dat gekenmerkt wordt door de volgende eigenschappen:
1. {\displaystyle W_{0}=0}
2. De paden {\displaystyle t\mapsto W_{t}} zijn bijna zeker continu
3. {\displaystyle W_{t}} heeft onafhankelijke aangroeiingen, dus voor {\displaystyle 0\leq s_{1}<t_{1}\leq s_{2}<t_{2}} geldt {\displaystyle W_{t_{1}}-W_{s_{1}}} en {\displaystyle W_{t_{2}}-W_{s_{2}}} zijn onderling onafhankelijk
4. Voor {\displaystyle 0\leq s<t} is {\displaystyle W_{t}-W_{s}} {\displaystyle N(0,t-s)}-verdeeld.

## Existentie

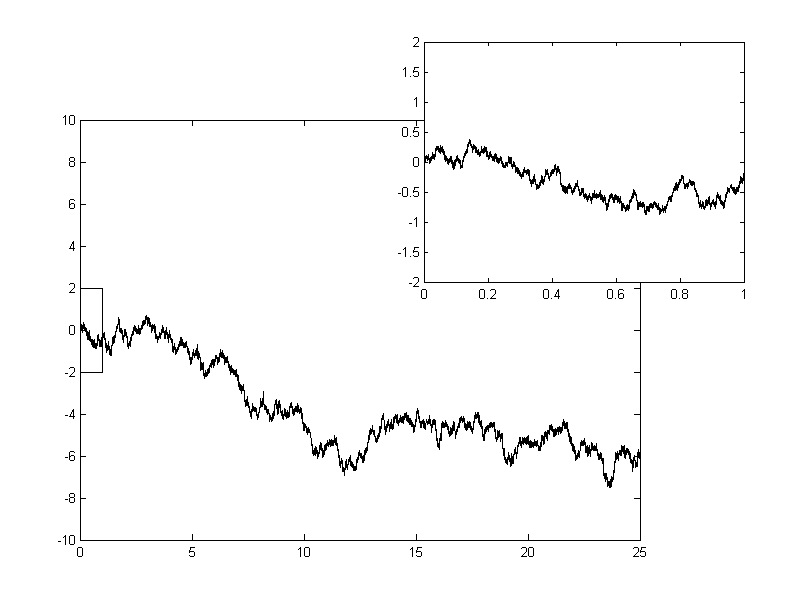
Bijna elk pad van de brownse beweging is in alle tijdstippen continu en in geen enkel tijdstip differentieerbaar.

Dat een dergelijk proces bestaat, ligt niet voor de hand. De twee belangrijkste resultaten die hiertoe aanleiding geven, worden meestal respectievelijk de stelling van Kolmogorov en de stelling van Kolmogorov-Prochorov genoemd. De eerste construeert een proces op de verzameling (niet noodzakelijk continue) afbeeldingen van {\displaystyle \mathbb {R} ^{+}} naar {\displaystyle \mathbb {R} }, de tweede toont aan dat de discontinue paden van dit proces bevat liggen in een nulverzameling.

## Verband met stochastische wandeling
De brownse beweging is het analogon, voor een continue tijdsparameter, van wat de stochastische wandeling betekent voor een discrete tijdsparameter.

## Eigenschappen
- De brownse beweging is een markovproces.
- De brownse beweging is een martingaal. Ook het proces {\displaystyle W_{t}^{2}-t} is een martingaal.
- De paden {\displaystyle \omega } van de brownse beweging zijn bijna zeker nergens differentieerbaar. Ze vertonen dus een extreem grillig karakter.

## Wienerintegraal en brownse brug
De integraal van stochastische variabelen ("functionalen") ten opzichte van de kansmaat {\displaystyle P} staat bekend als de Wienerintegraal.
De brownse brug voor gegeven {\displaystyle t\in \mathbb {R} ^{+}} en {\displaystyle x,y\in \mathbb {R} } is een stochastisch proces dat op dezelfde universumverzameling {\displaystyle \Omega } gedefinieerd wordt, maar waarvan de hoger beschreven eindigdimensionale verdelingen verschillen in de zin dat de integraal over de veranderlijke {\displaystyle x_{n}} wegvalt, en dat {\displaystyle n\geq 2}, {\displaystyle x_{0}=x}, {\displaystyle x_{n}=y} en {\displaystyle t_{n}=t}. Intuïtief komt de brownse brug overeen met een brownse beweging, conditioneel op de aankomst in een gegeven punt {\displaystyle y} op het tijdstip {\displaystyle t}.

## Hogere dimensies

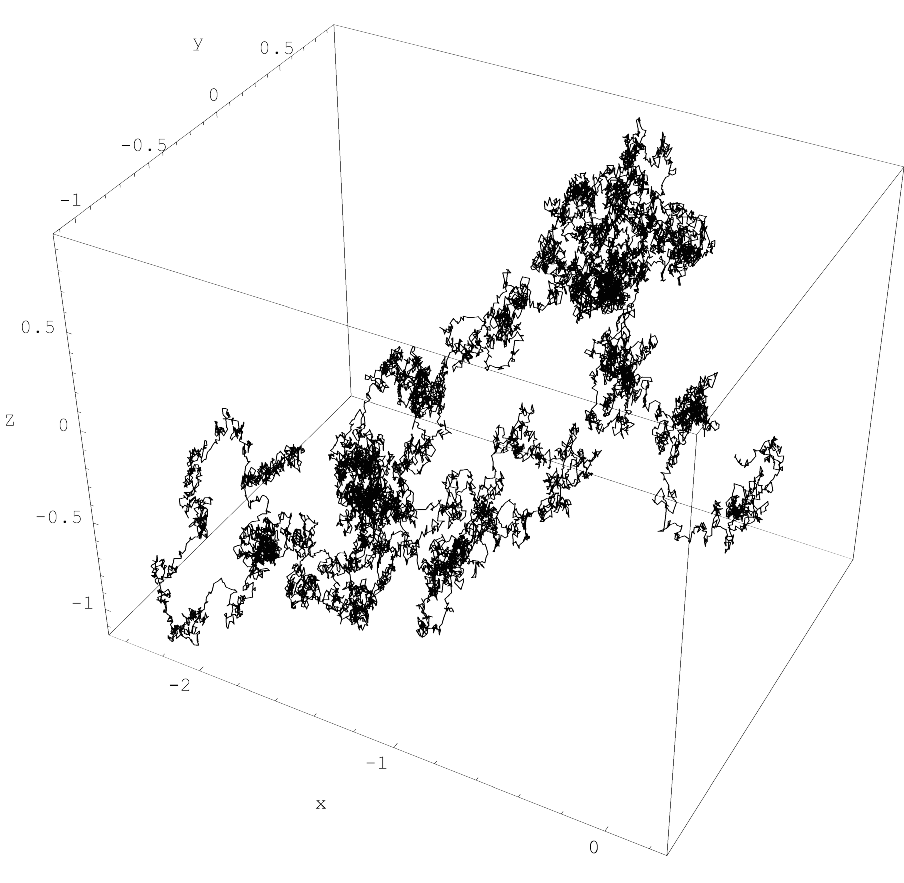
Een typisch pad van de driedimensionale brownse beweging

De {\displaystyle n}-dimensionale brownse beweging is het cartesisch product van {\displaystyle n} onafhankelijke kopieën van de gewone (eendimensionale) brownse beweging.

## Verband met partiële differentiaalvergelijkingen
Veel resultaten uit de theorie der lineaire partiële differentiaalvergelijkingen kunnen elegant en relatief eenvoudig worden geformuleerd in termen van de brownse beweging. Het bekendste raakpunt tussen beide theorieën is het Feynman-Kac-formalisme. Daarin wordt de oplossing van de schrödingervergelijking voor zuiver imaginaire tijdstippen gegeven in termen van de Wienerintegraal.
Daarnaast heeft Edward Nelson de schrödingervergelijking zelf herschreven in termen van een stochastisch proces dat nauw verwant is met de brownse beweging.
Ten slotte worden harmonische functies daardoor gekenmerkt dat ze de dichtheidsstroom van de brownse beweging invariant laten. De algemene oplossing van het Dirichlet-randwaardeprobleem voor de Laplace-vergelijking wordt gegeven door een verwachtingswaarde in termen van de (meestal meerdimensionale) brownse beweging, verschoven over een vector {\displaystyle x}, op het toevallige tijdstip {\displaystyle T} (inkomtijd) waarop de brownse beweging de rand het eerst ontmoet
{\displaystyle f(x)=E\left[f(X_{T})\right]}